# Phryganea latissima
Phryganea latissima is een fossiele soort schietmot uit de familie Phryganeidae.